# Té verde

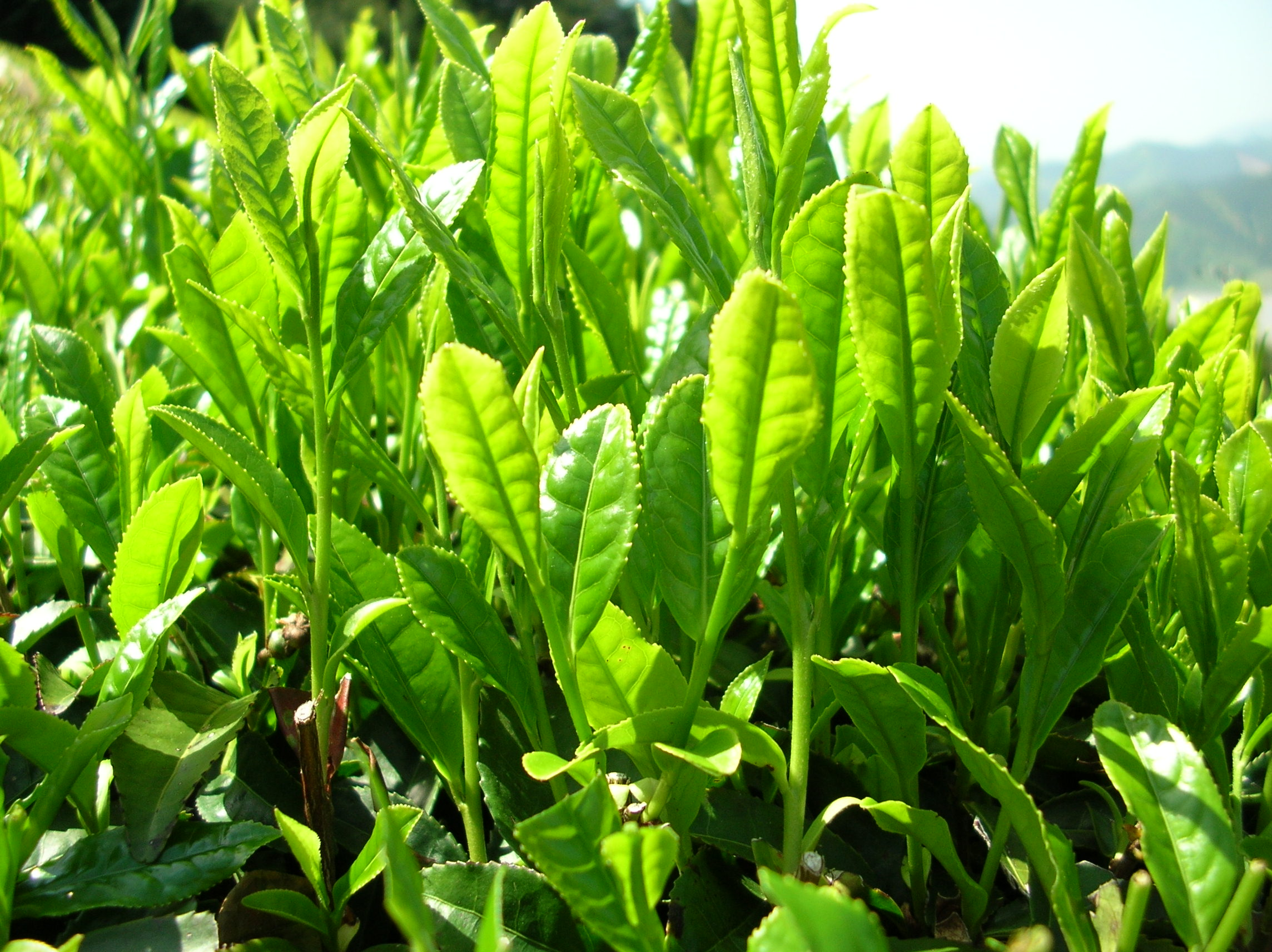
Hojas de té verde

El té verde (en chino tradicional, 綠茶; en chino simplificado, 绿茶; pinyin, Lǜ chá) proviene de la planta Camellia sinensis; «es el tipo de té no fermentado. Se lo considera favorecedor de la recuperación muscular después de la actividad física y adicionalmente ayuda a quemar grasas. En el primer caso, por ser un potente antioxidante que refuerza y regula el sistema inmunológico y, en el segundo, por su poder termogénico; es decir, por generar calor corporal, lo que puede provocar desintegración de grasas al convertirlas en energía.»
Sus hojas se recogen frescas y después de someterse al secado, se prensan, enrollan, trituran y finalmente se secan. El té verde supone entre una cuarta y una quinta parte del total de té producido mundialmente. Los principales países productores de té verde son China, Japón y Vietnam.[cita requerida] Se ha hecho más popular en Occidente, donde tradicionalmente se toma el té negro.
«En épocas de frío, el té ayuda a la termorregulación del cuerpo. Al ser una bebida caliente ayuda a entrar en calor. Sin embargo, no es una bebida exclusiva para épocas invernales. Los tés también pueden tomarse con recetas frías y son una excelente opción para mantener la hidratación en épocas estivales.» Se destacan en este sentido el té verde cuando se combina en un blend de té con jugo de limón, menta y jengibre.

## Historia del té verde en Asia
Los chinos fueron los primeros en descubrir el té, y en este país se encuentran la mayoría de variedades de esta infusión. El té ha sido utilizado como bebida medicinal para promover la salud en mente y cuerpo durante cinco milenios. La más remota referencia al té como una ayuda de la salud es de 2737 a. C. Esta bebida era costosa en la antigua China. Su uso fue limitado a los segmentos opulentos de la población. Solamente en la dinastía Ming, después de la caída del Imperio mongol, la toma de té se extendió a la plebe. Cuando China fue la potencia naval del mundo (1405-1433), el té estuvo entre las provisiones indispensables de los marineros. La cantidad de vitamina C en la bebida de té consumida por los navegantes en ese tiempo era suficiente para prevenir el escorbuto, el cual mataría a muchos marinos europeos más de doscientos años después.

## Tés verdes chinos

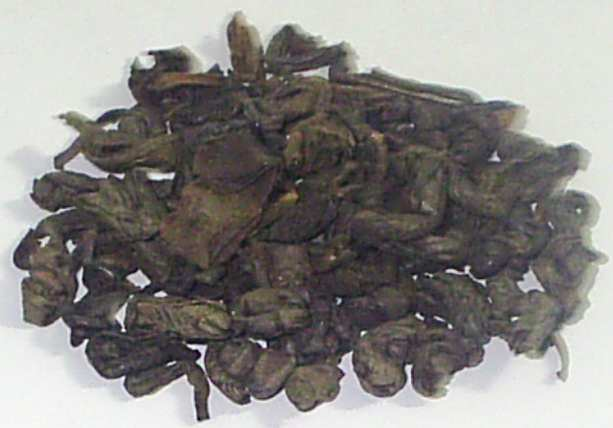
Pila de la variedad Gunpowder marca Twinings (variedad de buen grado de té verde chino).

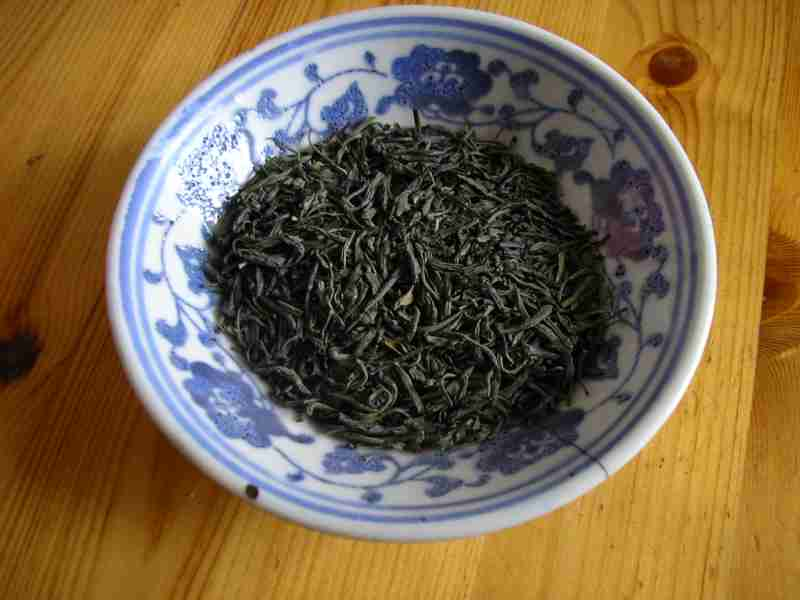
Pila de té Mao Jian (variedad de alto grado.

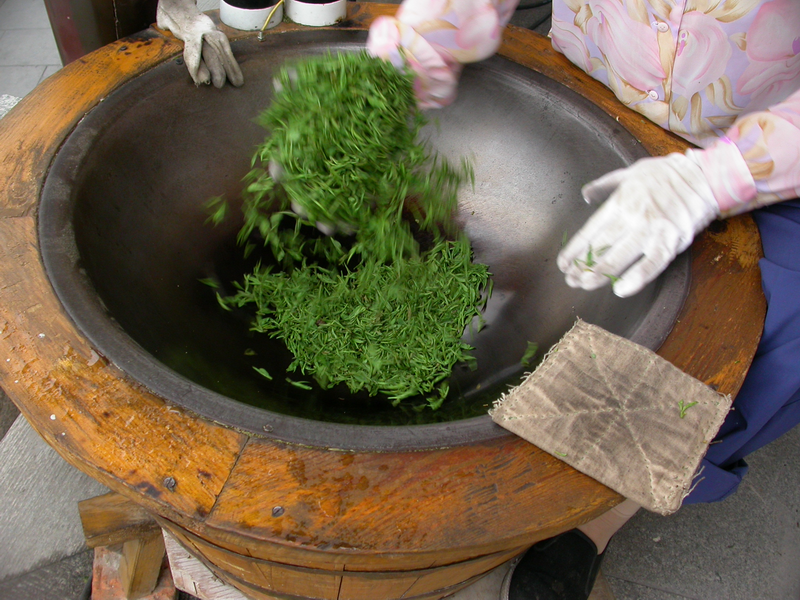
Té Longjing, de muy alto grado.

### Provincia de Zhejiang
Esta provincia de Zhejiang es la casa del más famoso de todos los tés Xi Hu Longjing, como también de otros tés de alta calidad. Longjing: es el más conocido de los tés famosos chinos, de Hangzhou, su traducción al español es Pozo del Dragón. La falsificación del Longjing es muy común y mucho del té en el mercado es en realidad producido en la Provincia de Sichuan, por lo que no es auténtico Longjing. 
Té Hui Mingasí nombrado en consonancia del Templo en Zhejiang.
Té Long Dingun té de la ciudad de Kaihua conocido como el Dragon Mountain.
Té Hua Dingun té de la ciudad de Tiantai nombrado así por un pico de las montañas del Tiantai.
Té Qing Dingun té de Tian Mu, también conocido como Green Top.
Té pólvoraun té popular, también conocido por zhuchá. Es originario de Zhejiang pero ahora crece en toda China.

### Provincia de Hubei
Té Yu Luun té vaporoso conocido por Gyokuro (Lágrima de Jade), hecho para el estilo de la cocina japonesa

### Provincia de Henan
Té Mao Jian o Xin Yang Mao Jianun té famoso chino, conocido como Green Tip.

### Provincia de Jiangsu
Té Bi Luo Chunun té famoso chino, conocido como Green Snail Spring de Dong Ting. Así como con la falsificación del Longjing, es común y mucho del té de mercado con el nombre Bi Luo Chun sea hecho en Sichuan.
Té Rain Flower o té flor de la lluviaun té de Nankín.

### Provincia de Jiangxi
Té Chun Meeoriginalmente un té de Jiangxi, luego creció en muchos lugares.
Té Gou Gu Naoun conocido té en China y depósito de numerosos premios nacionales.
Té Yun Wuté conocido como Cloud and Mist.

### Provincia de Anhui
Té Da Fangté de Mount Huangshan, conocido como Big Square
Té Huangshan Mao Fengun famoso té chino de Mount Huangshan.
Té Lu An Guapianun famoso té chino, conocido como Melon Seed.
Té Hou Kuifamoso té chino, conocido como Monkey Tea.
Té Tun Luté del Distrito Tunxi.
Té Huo Qingté del condado de Jing (Anhui), conocido como Fire Green.
Té Hysonun té de mediocre calidad de muchas provincias (de cosecha temprana).

## Tés verdes japoneses

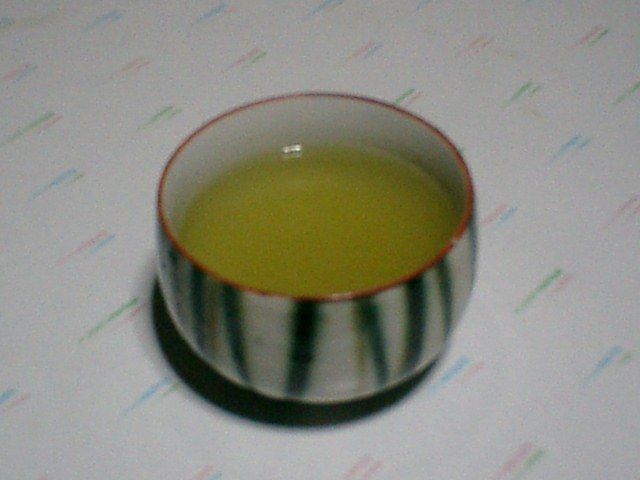
Té verde japonés.

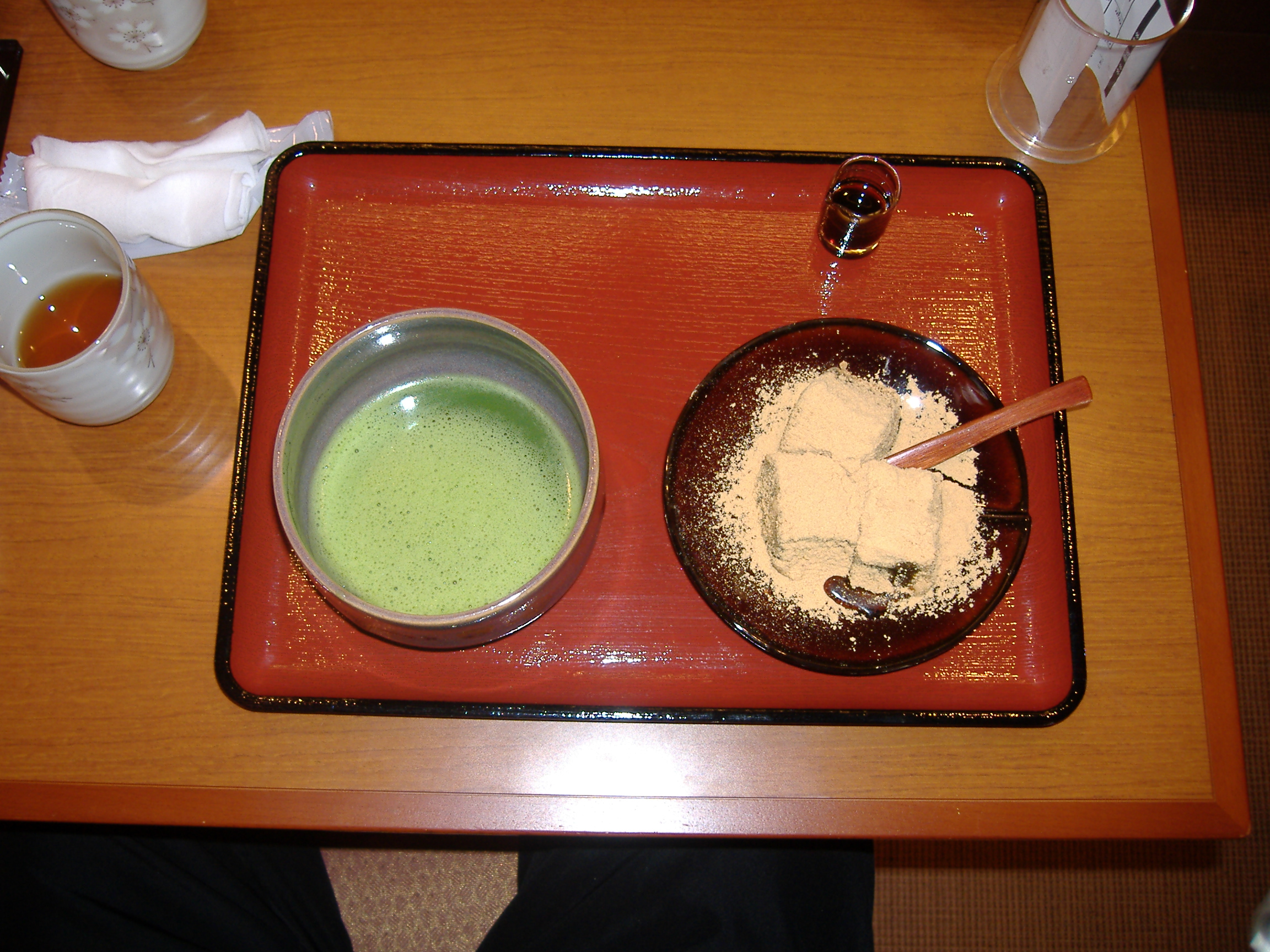
Matcha y warabimochi con kinako y caramelo de azúcar negro.

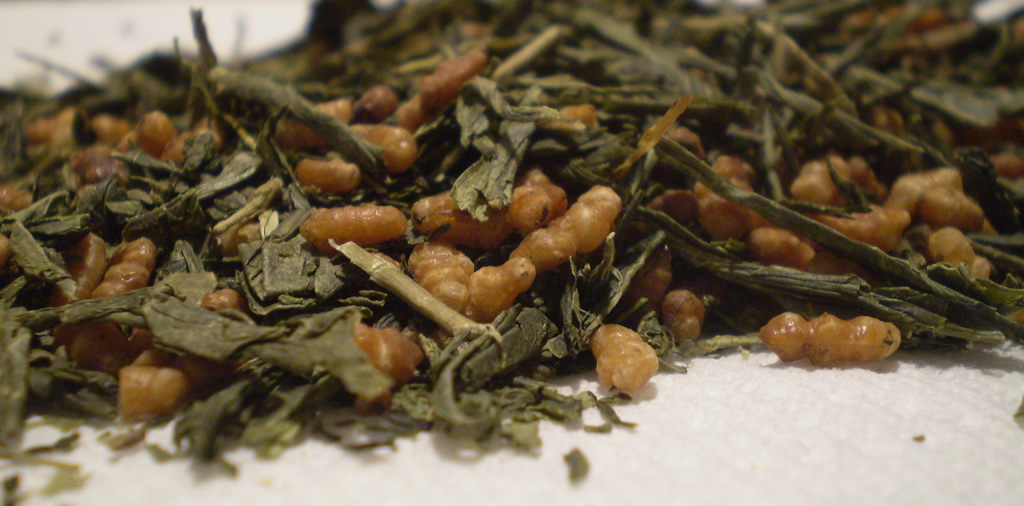
Genmaicha, té verde con granos de arroz tostados.

El té verde (ryokucha) es tan ubicuo en Japón que es más común como "té" (ocha) y aún como "té japonés" (nihoncha). 
Los tipos de té se gradúan por su calidad y por las partes de la planta usada. Hay grandes variaciones en precio y en calidad dentro de las categorías, y hay muchas especialidades en té verde que caen fuera de este espectro.
玉露 gyokuro (rocío de jade)
Seleccionados de un grado de té verde conocido como tencha (天茶), el nombre Gyokuro refiere al tono verde pálido de la infusión. Las hojas crecen a la sombra antes de la cosecha, consiguiendo un cambio en su aroma y sabor.
抹茶 matcha (té molido)Un té verde en polvo de alta calidad usado en la ceremonia del té japonesa. Matcha es también un popular té verde para helados y otras delicatesens en Japón.
Té sencha (té tostado)Té verde común japonés. Hecho de hojas expuestas directamente al sol.
玄米茶 genmaicha (té popcorn)Mezcla de bancha y genmai (grano de arroz tostado).
Té kabusecha (té cubierto)Kabusecha es té sencha donde las hojas crecieron en la sombra antes de cosechar, pero no tanto como con el Gyokuru. Tiene un sabor más delicado que Sencha.
Té bancha (té común)Té sencha de 2ª época de cosecha con el té rebrotado entre el verano y el otoño. Las hojas son más largas que el Sencha y el sabor menos lleno.
焙じ茶 Té hojicha (hōjicha) (té totalmente tostado)Un té verde tostado completamente.
Té kukicha (té de tallos)Té hecho con tronquitos de cosechar un tallito con tres hojas.
玉緑茶 Té tamaryokucha (bola de té verde)Es un té verde frito en sartén o al vapor.

## Tés verdes coreanos
Beber té verde en Corea no es muy popular hoy en día. La producción comercial de té verde en Corea del Sur comenzó en 1970. Incluso en 2012, la producción de té en Corea del Sur es el 20 % de Taiwán y el 3,5 % de Japón y el consumo de té per cápita es menos de una décima parte de otros países de Asia Oriental.

## Otros tés verdes
- Té de Ceilán o té verde de Ceilán
- Té verde de Darjeeling o té de Darjeeling
- Té verde de Vietnam o té de Vietnam
- Té de Assam o té verde de Assam

## Preparación culinaria
Tradicionalmente, los tés verdes se preparan con agua por debajo del punto de ebullición (de 80 a 90 °C). El tiempo de infusión es de 45 segundos a 1 minuto, a mayor tiempo de infusión el té verde se amarga y la infusión se torna amarilla. Si se desea con mayor sabor, agregar más té, no tiempo.

## Efectos en la salud

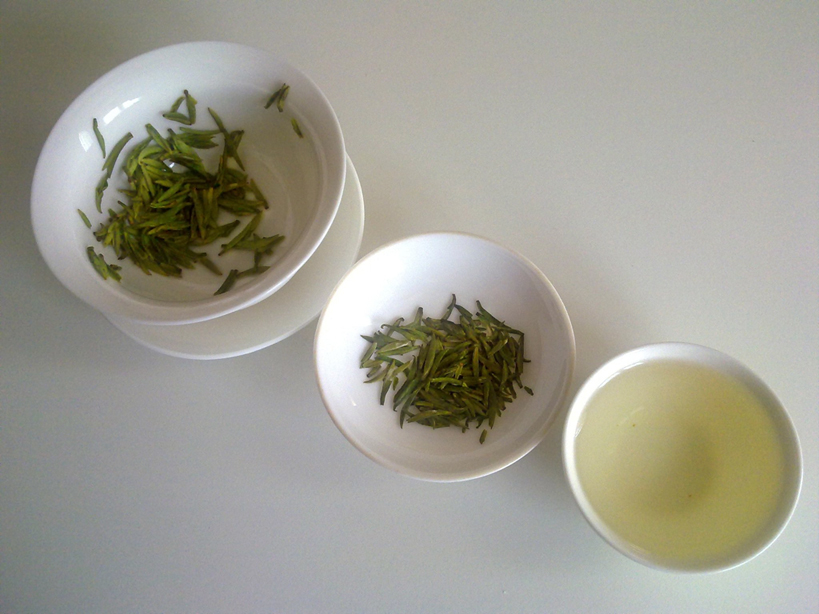
Apariencia del té verde en tres distintas presentaciones (de izquierda a derecha): hojas para infusión, hojas secas y el líquido de té. Las hojas para infusión se ven más verdes que las hojas secas.

Sus beneficios medicinales han sido descritos hace más de un milenio. El Kissa Yojoki, o Libro del Té, escrito por el prior Zen Eisai en 1191, describe cómo la bebida de té verde da efecto positivo en los cinco órganos vitales, especialmente el corazón. El libro discute sobre las cualidades medicinales del té verde incluyendo el disipado de los efectos nocivos del alcohol, actuando como estimulante, curando enfermedades de piel, apagando la sed, eliminando indigestiones, curando beriberi, previniendo la fatiga, mejorando las funciones urinarias y del cerebro. También en la Parte Uno explica las formas de las plantas de té, sus flores y sus hojas, cubre cómo crecen las plantas y los procesos de sus hojas. En la Parte Dos, el libro discute dosis específicas y métodos requeridos para enfermedades individuales.
El té verde contiene importantes cantidades de L-teanina, una sustancia nootrópica y adaptogénica que potencia la actividad cognitiva, induciendo la neurogénesis adulta y mejorando procesos cognitivos tales como memoria, atención, concentración y aprendizaje. El té verde reduciría el estrés y estimularía la producción de ondas alfa. Se piensa que es debido al alto contenido en antioxidantes y la presencia de L-teanina, un análogo de glutamato presente en el té verde que puede atravesar la barrera hematoencefálica y reducir la excitotoxicidad del glutamato durante el estrés y la isquemia.
En tiempos más recientes, muchos estudios han investigado un vínculo entre el consumo de té verde y una menor incidencia de una variedad de cánceres en la población, con resultados mixtos. Los amantes del té verde asocian sus beneficios para la salud con:
- Mejora de la cognición.
- Detención de ciertas enfermedades neurodegenerativas, tales como el Alzheimer.
- Prevención y tratamiento del cáncer.
- Tratamiento de artritis.
- Tratamiento de esclerosis múltiple.
- Impedir la degradación de las membranas celulares mediante la neutralización de la propagación de los radicales libres (que se produce durante el proceso de oxidación).[14]
- Aumento de la lipoxidación (ayuda al organismo a utilizar la grasa como fuente de energía) y aumento del metabolismo.[15]
- Reducción de colesterol LDL (a dosis altas en pruebas de laboratorio).
- Prevención del descenso de células-T inmunes por causa del VIH - en pruebas de laboratorio, la sustancia EGCG, que se encuentra en el té verde, impide que el VIH ataque las células-T. Sin embargo, no se sabe si esto tiene algún efecto similar sobre los seres humanos todavía.[16]

Sin embargo en los EE. UU. la Food and Drug Administration (FDA) ha rechazado las reclamaciones de algunos beneficios asociados al consumo de té verde:
- «No hay ninguna evidencia científica creíble que beber té verde reduzca el riesgo de enfermedades cardiovasculares».
- La FDA concluye que «no hay evidencia creíble para apoyar las demandas de salud calificados para el té verde o el extracto de té verde y una reducción de una serie de factores de riesgo asociados con las enfermedades cardiovasculares»".
- La FDA ha dicho que «el té verde probablemente no reduce el cáncer de mama, próstata o cualquier otro tipo de riesgo de cáncer.»

En contradicción con la FDA, un estudio en 2006 en Japón, mostró que los adultos que consumían tres o más tazas de té verde al día tenían un menor riesgo de muerte por enfermedad cardiovascular y cáncer. El estudio afirma: «Si el té verde nos protege a los humanos contra enfermedades cardiovasculares o cáncer, se espera que el consumo de esta bebida contribuiría sustancialmente a la prolongación de la esperanza de vida, teniendo en cuenta que las enfermedades cardiovasculares y el cáncer son las dos causas principales de muerte en todo el mundo.»
En otro estudio, se comprobó que las personas de edad avanzada japonesas que bebían más de 2 tazas de té verde al día tenían una probabilidad del 50 por ciento menos de sufrir deterioro cognitivo respecto de los que bebían menos o que consumían otras bebidas.
La gran cantidad de catequinas encontradas en el té verde pueden explicar este efecto saludable.
En mayo de 2006, investigadores de la Facultad de Medicina de Yale, en un artículo de revisión de más de 100 estudios sobre los beneficios para la salud del té verde, en alusión a la llamada “paradoja asiática”, en lo que se refiere a tasas más bajas de enfermedades cardíacas y cáncer en Asia a pesar de las altas tasas de consumo de cigarrillos. Se especuló con que los 1,2 litros de té verde al día consumidos proporciona altos niveles de polifenoles y otros antioxidantes. Estos compuestos pueden funcionar de varias maneras para mejorar la salud cardiovascular, incluyendo la prevención de la segregación plaquetaria y la mejora en los niveles de colesterol, asociado a la reducción de la lipoxidación del colesterol LDL.

### Contraindicaciones
Al igual que otras bebidas estimulantes de su categoría el té verde está contraindicado para una serie de patologías y situaciones fisiológicas como son:
- enfermedades digestivas: en el caso de gastritis, úlceras, esofagitis, síndrome del intestino irritable, etc. ya que puede irritar la mucosa gástrica e intestinal por su contenido en taninos y cafeína.
- ansiedad, insomnio o taquicardias:[22] es ligeramente excitante del sistema nervioso por su contenido de cafeína, aunque este efecto es compensando por su contenido en teanina, con efecto antagónico a la cafeína.
- hipertensión.
- hepatitis: se han dado casos de hepatitis fulminantes, a partir de suplementos con extracto alcohólico con carácter hepatotóxico.
- anemia: está contraindicado en estas personas al dificultar la absorción de hierro.
- osteoporosis: no se deberían tomar más de 3 tazas por día, pues acelera la excreción del calcio.
- cardiopatías: a pesar de su efecto protector sobre el sistema cardiovascular, altas dosis podrían alterar o empeorar cardiopatías existentes.
- glaucoma: al aumentar la presión ocular por sus propiedades hipertensivas.
- embarazo y lactancia: no se recomienda tomar más de 2 tazas por día para este grupo de población. Existe riesgo de aborto y dificultades en la absorción del ácido fólico.

### Precauciones
Dado que el té verde es una bebida ampliamente consumida, generalmente se considera seguro. Sin embargo, es preciso señalar que contiene cafeína, aunque en un nivel inferior al té negro, en relación con el peso, y al café. 
Puede alterar la absorción de minerales como el calcio y hierro, vitaminas en el caso de la B1, y acelerar la excreción de potasio por su acción diurética.

### Posibles efectos secundarios
Por su contenido en cafeína, el té verde puede provocar insomnio, nerviosismo, irritabilidad, alteraciones del sueño, vómitos, diarreas, gases, temblor, acidez, mareos, confusión, aumento de la tensión arterial, zumbidos, etc. Además, dado que las bases xánticas tienen una acción diurética, se puede observar un aumento de la producción de orina, pudiendo provocar deshidratación. En cuanto a su contenido en taninos, si se toman infusiones concentradas o en ayunas, puede provocar náuseas y vómitos, irritando la mucosa del estómago y el colon, aunque este efecto es más marcado en el té negro. Para contrarrestar este efecto se aconseja acompañarlo con la ingesta de algún sólido.

### Interacción con medicamentos
En caso de estar tomando medicamentos del tipo IMAO (inhibidores de la mono-amino-oxidasa), hay que tener en cuenta, que la teína presente en el té verde puede causar problemas. También hay que tener precauciones si se toma fármacos como adenosina, quinolona, medicamentos que retardan la coagulación sanguínea, clozapina, dipiridamol, estrógenos, fluvoxamina, litio, riluzole, y verapamilo.